# Roberto Paolo
Roberto Paolo (Napoli, 9 dicembre 1964) è un giornalista e scrittore italiano, vicedirettore dello storico quotidiano napoletano "Roma".

## Biografia
Cresciuto a Montesarchio, nel Sannio Caudino, nel 1988 si è laureato in Scienze Politiche con 110 e lode alla Libera università internazionale degli studi sociali Guido Carli di Roma. Ha conseguito due master di specializzazione, nel 1990 al Collegio d'Europa di Bruges e nel 1993 alla Scuola Superiore della Pubblica Amministrazione di Caserta.
Entrato nel 1994 come funzionario al Ministero dei lavori pubblici, si è dimesso nel 1996 per diventare giornalista professionista.
Ha contribuito a fondare prima Il Corriere di Caserta poi, nel 1998, La Gazzetta di Caserta, all'epoca tra i quotidiani locali più venduti in Campania.
Nel 2001 è diventato caporedattore dello storico quotidiano napoletano Roma.
In quegli anni si è occupato prevalentemente di camorra e del clan dei Casalesi, ma anche di inchieste e dei maggiori scandali campani (sue le rivelazioni sui responsabili degli incendi che a ripetizione devastarono la Reggia di Caserta). È stato autore di inchieste politico-giudiziarie che hanno avuto vasta eco sulla stampa nazionale ed ha ideato e coordinato numerose inchieste su camorra, politica, sanità, pubblica amministrazione della città di Napoli e della Campania. Sue le rivelazioni esclusive sui rapporti tra un alto magistrato della Direzione distrettuale antimafia ed esponenti legati al clan Di Lauro durante la prima faida di Scampia.
Nel 2008 è stato tra i protagonisti del film di Abel Ferrara Napoli, Napoli, Napoli, con Peppe Lanzetta e Maurizio Braucci (presentato fuori concorso al Festival di Venezia 2009).
Nel 2010 una sua inchiesta a puntate ha svelato retroscena inediti dell'omicidio del giornalista Giancarlo Siani, e ha svelato i nomi di mandanti ed assassini diversi da quelli attualmente condannati. Sulla base dei suoi articoli la Procura di Napoli ha riaperto dopo 25 anni le indagini sul caso.
Sempre nel 2010 ha ottenuto il premio della Commissione anticamorra del Consiglio regionale della Campania per i giornalisti che si sono distinti nell'impegno contro la criminalità organizzata.
Si è distinto per i suoi reportage in Africa, pubblicati, tra gli altri, su i settimanali L'espresso e Io Donna (supplemento del Corriere della Sera), e sul mensile Africa. Ha collaborato a lungo con il quotidiano romano Il Tempo. 
Come fotoreporter è stato tra gli autori della mostra fotografica itinerante Spezziamo le catene, inaugurata a Roma nella Chiesa del Gesù nel novembre 2012, con una foto che ritrae una famiglia di schiavi a Nouakchott, in Mauritania.
Nel novembre del 2014 ha pubblicato il libro-inchiesta Il caso non è chiuso. La verità sull'omicidio Siani, edito da Castelvecchi, nel quale ha fatto nuove rivelazioni inedite su mandanti ed esecutori dell'assassinio del giornalista napoletano Giancarlo Siani.
Dal 2015 è vicedirettore del quotidiano Roma.
Dal 2016 è presidente nazionale della “Federazione Italiana Liberi Editori (File), associazione che riunisce gli editori di organi di informazione no profit.
Nel marzo del 2024 ha pubblicato il libro “Oltre e più in alto – Manuale per pellegrini sul Cammino di Santiago”, edito da “Edizioni dei Cammini”, del gruppo Lit Edizioni.